# Sparaxis roxburghii
Sparaxis roxburghii är en irisväxtart som först beskrevs av John Gilbert Baker, och fick sitt nu gällande namn av Peter Goldblatt. Sparaxis roxburghii ingår i släktet Sparaxis och familjen irisväxter. Inga underarter finns listade i Catalogue of Life.